# Вениамин (Сахновский)
Епи́скоп Вениами́н (в миру Васи́лий Сахно́вский; 1689 — 28 марта [8 апреля] 1743, Воронеж) — архиерей Русской православной церкви, епископ Воронежский и Елецкий.

## Епископ
Родился в 1693 году в семье протоиерея. По одной версии родом из сербского Косова, по другой из города Косов (ныне Ивано-Франковская область). Провёл большую часть своей юности в Валахии.
Учился в местных латинских школах, хорошо знал валашский язык и даже делал переводы текстов на славянский. Был знаком с Пахомием (Шпаковским), будущим Воронежским митрополитом.
Узнав, что Пахомий пастырствует в Воронеже, Вениамин тайно ушёл из родительского дома и явился к архиерею. Пахомий постриг его в монашество и, рукоположил в иеродиакона для архиерейского дома.
Решением Синода отправлен во флот.
19 июля 1726 года определен архимандритом Святогорского монастыря Псковской епархии.
В 1730 году переведён в Псково-Печерский монастырь.
25 июля 1731 года хиротонисан во епископа Коломенского и Каширского.
О Вениамине сохранилось следующее воспоминание: «Он был телом статен, громогласен и гостеприимен, и хотя сам был мало учен, однако ученых любил». Особенная внешность епископа Вениамина, как полагают, послужила причиной его перевода в Вятку. Под влиянием фаворита императрицы Анны Иоанновны Э. И. Бирона, который «ярких образцов русской красоты на виду не любил», преосвященный Вениамин был переведён на Вятскую кафедру.
С 18 мая 1739 года — епископ Вятский и Великопермский.
Переведенный в Вятку против собственного желания, епископ Вениамин считал себя не на своём месте и потому ничего не хотел делать и не оставил после себя никаких плодов своей деятельности.
Со 2 декабря 1742 года — епископ Воронежский и Елецкий.
Скончался 28 марта 1743 года.